# Брягово (Хасковская область)
Брягово (болг. Брягово) — село в Болгарии. Находится в Хасковской области, входит в общину Хасково. Население составляет 566 человек.

## Политическая ситуация
В местном кметстве Брягово, в состав которого входит Брягово, должность кмета (старосты) исполняет Делчо Митев Делчев (коалиция в составе 3 партий: Земледельческий союз Александра Стамболийского (ЗСАС), Движение за социальный гуманизм (ДСХ), Болгарская социалистическая партия (БСП)) по результатам выборов.
Кмет (мэр) общины Хасково — Георги Иванов Иванов (коалиция партий: партия «Родина», демократический союз «Радикалы») по результатам выборов.